# Melodifestivalen 1989
Melodifestivalen 1989 var den 29:e upplagan av musiktävlingen Melodifestivalen och samtidigt Sveriges uttagning till Eurovision Song Contest 1989. 
Finalen hölls i Globen i Stockholm den 11 mars 1989, där melodin "En dag", framförd av Tommy Nilsson, vann, genom att ha fått högst poäng av jurygrupperna. Efter sju år med samma typ av finalupplägg valde Sveriges Television att pausa det systemet (som skulle återkomma två år senare) och körde en finalkväll med bara en tävlingsomgång istället. Dessutom flyttades finalen tillbaka till Stockholm och den då nybyggda arenan Globen, som precis blivit Sveriges största arena med sina drygt 10 000 sittplatser. Det här året hade det kunnat bli en massdiskvalificering på grund av klausuler i regelverket, men detta uteblev efter regeländringar.
En dag fick sedan representera Sverige i ESC 1989 som arrangerades i Lausanne i Schweiz den 6 maj 1989.

## Tävlingsupplägg[1]
Efter sju års finaler med två omgångar valde Sveriges Television att göra om detta upplägg till en finalkväll med en enda omgång. Projektledaren för finalen, Lena Fürst, ansåg att det var höjden av feghet att inte bedöma alla bidragen, vilket ledde till förändringar i upplägget. Tävlingen hölls i den nybyggda arenan Globen som hade invigts i februari samma år och blivit Sveriges största arena. Man kunde därför ta in en mycket större publik, drygt 10 000 sittplatser fanns till godo även om inte alla fylldes.
Precis som tidigare år gjordes en allmän bidraginsamling till Sveriges Television, men det är okänt hur många bidrag som skickades in. Bidragen skickades direkt till Sveriges Television istället för att gå via ett musikförlag. Efter att artisten Lisa Nilsson uttalat sig i radio om sin medverkan i festivalen innan artister och dess bidrag offentliggjort, var man tvungen att diskvalificera hennes bidrag "Du (öppnar min värld)". Kort efteråt visade det sig att fler artister som man valt ut hade gjort samma sak. Då man inte ville göra en massdiskvalificering beslöt man sig för att låta Lisa Nilsson tävla ändå, med bidraget hon tillkännagivit. Inget av bidragen framfördes innan finalen ägde rum.  

### Återkommande artister
| Artist          | Tidigare år (med placering) (Melodifestivalen)                 | Tidigare år (med placering) (ESC) |
| --------------- | -------------------------------------------------------------- | --------------------------------- |
| Anders Glenmark | 19731 (4:a), 19741 (8:a), 19752 (6:a), 1981 (4:a), 19843 (4:a) | –                                 |
| Haakon Pedersen | 1988 (4:a)                                                     | –                                 |

1 1973 och 1974 deltog Anders Glenmark som medlem gruppen Glenmarks.

2 1975 tävlade Glenmarks tillsammans med sångaren Hadar.

3 1984 tävlade Anders Glenmark i duett tillsammans med systern Karin Glenmark.

### Övrigt
- Carola blev först tillfrågad att sjunga vad som skulle bli segerlåten men tackade nej eftersom hon ville avsluta sina bibelstudier.
- Detta års melodifestival kom att kallas för "popfestivalen", eftersom det var mycket modern pop i festivalen.
- Flera av de tävlande melodierna kom att bli hits både under resten av året men också för en bred framtid, däribland Lili & Susies "Okey, okey!".
- Samma dag som finalen ägde rum fyllde vinnaren, Tommy Nilsson, 29 år. Efter att han vunnit finalen bad programledarna publiken att hurra för honom (men bara för att han fyllde år).

## Finalkvällen

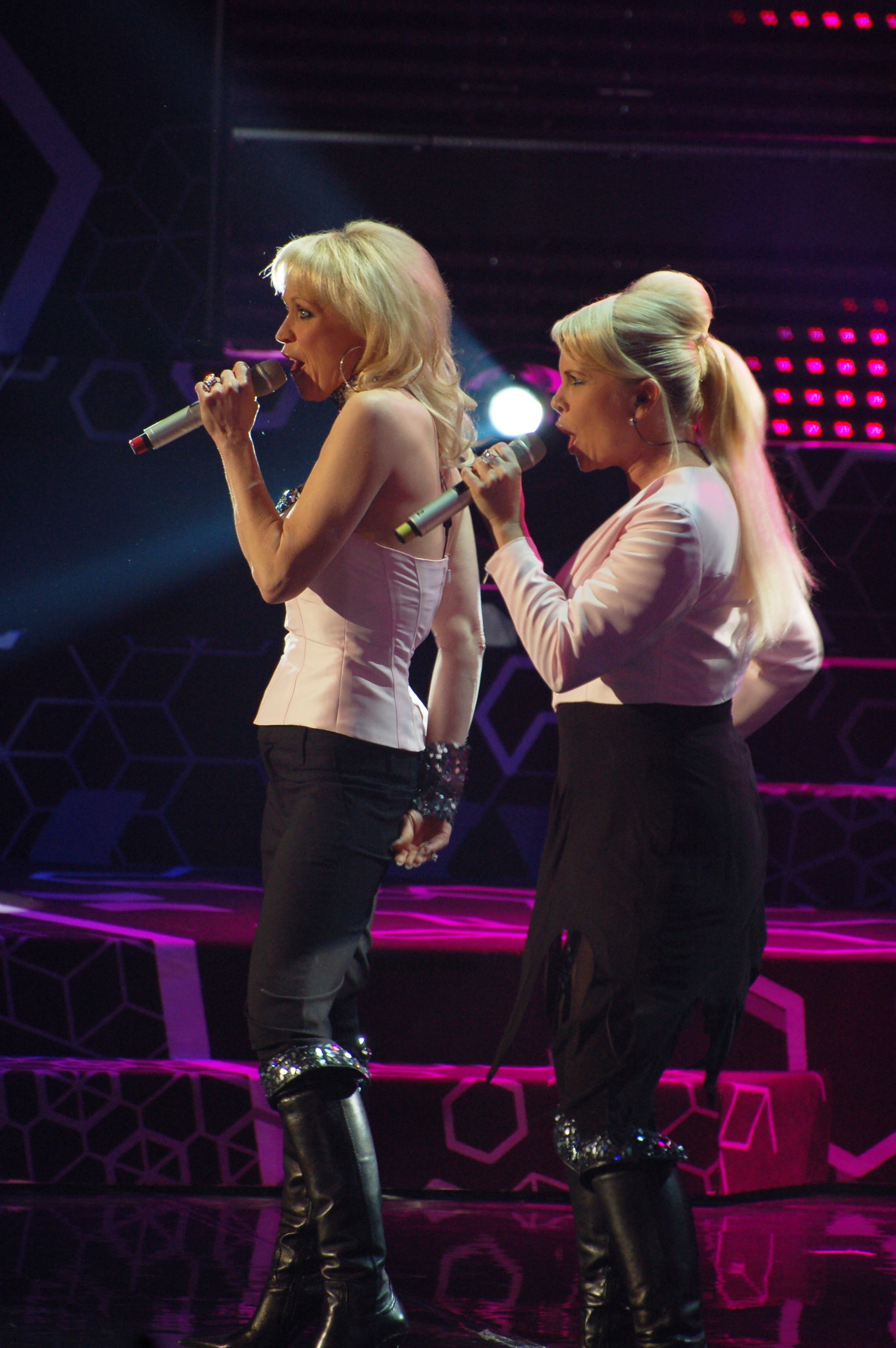
Systerduon Lili & Susie deltog för första gången i festivalen och gjorde där succé. Bilden är från 2009, då de återkom i festivalen igen (20 år senare).

Finalen av festivalen 1989 direktsändes i Kanal 1 den 11 mars 1989 kl. 21.05-22.50 från Globen i Stockholm. Programledare var Yvonne Ryding Bergkvist och John Chrispinsson med kapellmästare Anders Berglund. Kören bestod av Peter Hallström, Göran Rydh, Agneta Olsson och Monica Svensson. En timme innan finalen sändes minnesmagasinet Festivalkavalkad, lett av Jacob Dahlin, som visade bilder och klipp från tidigare års Melodifestivaler och Eurovision Song Contests.
Återigen användes modellen med elva regionala jurygrupper som skulle få rösta fram vinnaren, den här gången med tre parametrar att ta hänsyn till. För det första skulle varje jurygrupp bestå av hälften män och hälften kvinnor. För det andra skulle minst fem jurymedlemmar (både män och kvinnor) vara mellan 16 och 25 år, resten mellan 26 och 60 år. Slutligen skulle minst fem jurymedlemmar (bland bägge könen) vara lekmän/vanlig allmänhet medan övriga fem vara musiker/musiklärare. Varje jurygrupp representerade en svensk stad, från norr till söder.
Finalen blev något nedkortat eftersom man tog bort den andra röstningsomgången detta år. Istället framfördes de tio bidragen varpå de elva jurygrupperna fick rösta enligt Eurovisionskalan 1-8, 10 och 12 poäng. Det bidraget som efter juryöverläggningarna fått högst totalpoäng vann. Varje jury gav poäng till samtliga bidrag och därför blev ingen utan poäng.

### Startlista
Nedan listas bidragen i startordningen.
| Nr | Artist                           | Låt                   | Upphovsmän (Text & musik)                                           |
| -- | -------------------------------- | --------------------- | ------------------------------------------------------------------- |
| 1  | Lili & Susie                     | Okey, okey!           | Tim Norell (tm), Ola Håkansson (tm)                                 |
| 2  | Catrin Olsson                    | När stormen går       | Andreas Nilsson (t), Staffan Odenhall (m)                           |
| 3  | True Blue                        | Jorden är din         | Tomas Ledin (t), Lasse Andersson (m)                                |
| 4  | Visitors & Sofia Källgren        | Världen är vår        | Göran Danielsson (tm), Svante Persson (tm)                          |
| 5  | Eriksson-Glenmark                | Upp över mina öron    | Thomas 'Orup' Eriksson (tm), Anders Glenmark (m)                    |
| 6  | Tommy Nilsson                    | En dag                | Tim Norell (tm), Ola Håkansson (tm), Alexander Bard (t)             |
| 7  | Lisa Nilsson                     | Du (öppnar min värld) | Ingela 'Pling' Forsman (t), Bobby Ljunggren (m), Håkan Almqvist (m) |
| 8  | Fingerprints                     | Mitt ibland änglar    | Thomas 'Orup' Eriksson (t), Anders Glenmark (m)                     |
| 9  | Haakon Pedersen & Elisabeth Berg | Nattens drottning     | Ingela 'Pling' Forsman (t), Lasse Holm (m)                          |
| 10 | Cajsa Bergström                  | Genom eld             | Ulf Söderberg (tm)                                                  |

### Poäng och placeringar
| Nr | Låt                   | Luleå | Umeå | Sunds- vall | Falun | Örebro | Karl- stad | Gbg | Malmö | Växjö | Norr- köping | Stholm | Summa | Plac. |
| -- | --------------------- | ----- | ---- | ----------- | ----- | ------ | ---------- | --- | ----- | ----- | ------------ | ------ | ----- | ----- |
| 1  | Okey, okey!           | 5     | 6    | 6           | 7     | 8      | 5          | 8   | 5     | 6     | 5            | 6      | 67    | 5     |
| 2  | När stormen går       | 2     | 2    | 2           | 2     | 3      | 2          | 1   | 1     | 2     | 2            | 2      | 21    | 9     |
| 3  | Jorden är din         | 1     | 1    | 4           | 1     | 1      | 1          | 2   | 3     | 1     | 1            | 3      | 19    | 10    |
| 4  | Världen är vår        | 7     | 4    | 5           | 3     | 6      | 4          | 5   | 4     | 4     | 3            | 5      | 50    | 7     |
| 5  | Upp över mina öron    | 10    | 10   | 8           | 10    | 10     | 12         | 12  | 10    | 12    | 6            | 8      | 108   | 2     |
| 6  | En dag                | 12    | 8    | 12          | 12    | 7      | 10         | 10  | 12    | 8     | 12           | 10     | 113   | 1     |
| 7  | Du (öppnar min värld) | 8     | 7    | 7           | 4     | 4      | 6          | 3   | 8     | 7     | 8            | 12     | 74    | 4     |
| 8  | Mitt ibland änglar    | 4     | 5    | 10          | 6     | 12     | 8          | 7   | 7     | 10    | 4            | 7      | 80    | 3     |
| 9  | Nattens drottning     | 6     | 12   | 3           | 8     | 5      | 7          | 6   | 6     | 3     | 10           | 1      | 67    | 5     |
| 10 | Genom eld             | 3     | 3    | 1           | 5     | 2      | 3          | 4   | 2     | 5     | 7            | 4      | 39    | 8     |

### Juryuppläsare
- Luleå: Harald Tirén
- Umeå: Gunilla Eriksson
- Sundsvall: Maritta Selin
- Falun: Christina Wiklund
- Örebro: Benny Lawin
- Karlstad: Ulf Schenkmanis
- Göteborg: Gösta Hanson
- Malmö: Kåge Gimtell
- Växjö: Gunilla Marcus-Luboff
- Norrköping: Larz-Thure Ljungdahl
- Stockholm: Arne Nilsson

## Eurovision Song Contest
Schweiz seger året innan gjorde att landet fick stå värdnation. Tävlingen förlades till Lausanne den 6 maj 1989. Lika många länder som tävlade två år tidigare (tjugotvå stycken) kom att tävla det här året, i och med att alla som var med året innan var med även det här året samt att Cypern gjorde comeback efter ett års frånvaro. 
Det här året skickade två länder, Frankrike och Isrel, två barn som var elva respektive tolv år gamla. På grund av sin låga ålder klarade de inte av att sjunga fullt ut och hamnade därför på lägre placeringar än de själva förväntat sig. På grund av detta införde EBU en sträng åldersregel, som innebär att man måste vara över 16 år för att få framföra landets ESC-bidrag på ESC-scenen i framtiden. Regeln fattades efter detta års festival och började därför gälla först året därpå. Den regeln gäller än idag.
Sverige tävlade som nummer tio (av tjugotvå länder), och slutade efter juryöverläggningarna på fjärde plats med 110 poäng. På vinstposition hamnade Jugoslavien (med 137 poäng) och tog därmed sin första (och enda) seger i tävlingen. Sju poäng efter Jugoslavien kom Storbritannien (med 130 poäng) och på tredje plats kom återigen Danmark med 111 poäng. För åttonde gången blev ett land helt poänglöst. Oturen föll på Islands "Það sem enginn sér" framförd av Daniel Águst Haraldsson. Det här året var det senaste gången som ett land som startat på sista position i en final vunnit hela tävlingen.